# Rhyacophila kiyrongpa
Rhyacophila kiyrongpa är en nattsländeart som beskrevs av Schmid 1970. Rhyacophila kiyrongpa ingår i släktet Rhyacophila och familjen rovnattsländor. Inga underarter finns listade i Catalogue of Life.